# وحدة شمشون
وحدة شمشون (بالعبرية:יחידת שמשון يحيدت شمشون) أو وحدة المستعربين من الوحدات الخاصة العسكرية في الجيش الإسرائيلي، بدأت العمل في عام 1988 وتلقت وحدة شمشون الدعم والمساندة من قبل الهيئات العسكرية، وكانت مطالبها واحتياجاتها تُوفر دائماً، وقد حظيت بعلاقة خاصة مع القيادة الجنوبية في الجيش إضافة إلى قيادة غزة، فقائد المنطقة الجنوبية في تلك الفترة ماتان فلنائي دخل مرة مستعرباً مع إثنين آخرين إلى مخيم جباليا.

## تاريخ والتأسيس
قائد المنطقة الجنوبية في ذلك الوقت الجنرال ماتان فلنائي، والذي شغل أيضا منصب نائب رئيس هيئة الاركان وقام بحلها شخصيا في تاريخ 5/1996, لكن تلك الوحدات بدأت العمل في بداية العام 88.
تلقت وحدة شمشون الدعم والمساندة من قبل الهيئات العسكرية، وكانت مطالبها واحتياجاتها توفر دائما، وقد حظيت بعلاقة خاصة مع القيادة الجنوبية في الجيش إضافة إلى قيادة غزة، فقائد المنطقة الجنوبية في تلك الفترة ماتان فلنائي دخل مرة مستعربا مع اثنين آخرين إلى مخيم جباليا.
في شهر 6/1994 اخليت قاعدة شمشون من غزة إلى كيسوفيم، وذلك بعد تنفيذ خطة السلام في ذلك الوقت، وكانت الوحدة قد تم الإعلان عن كشفها للمرة الأولى بتاريخ 21/6/1991 عندما نشرت القناة الأولى في التلفزيون الإسرائيلي عنها، وكذلك عن وحدة دوفدوفان في الضفة الغربية،
ارسل إلى وحدة شمشون ضباط محترفون من وحدات مختلفة في الجيش الإسرائيلي بغرض التدريب، وبعضهم كان في سلاح المظليين، أو سييرت متكال مثل الضابط ازولاي الذي سقط بعدها في لبنان خلال عمله مع وحدة اجوز الخاصة، وفي العام 1992 وعندما اصيبت الوحدة ببعض الخسائر البشرية، ادخلت تعديلات على منهاج التدريب لوحدة شمشون.
في شهر 5/1996 وصل فلنائي وكان في حينها نائب رئيس هيئة الاركان إلى قاعدة شمشون في كيسوفيم واعلن عن حلها.
يقول فلنائي: قلت لهم: «جئت غاضبا معكم على قرار نائب رئيس هيئة الاركان الذي بنى الوحدة وقرر الآن حلها، لكن هذا هو القرار الصائب».
ويضيف فلنائي «نقلنا جزءاً من أعضاء الوحدة إلى وحدة دوفدوفان في الضفة الغربية لتعزيزها، وقسما إلى وحدة اجوز العاملة على الحدود اللبنانية».

### أحداث لا تنسى

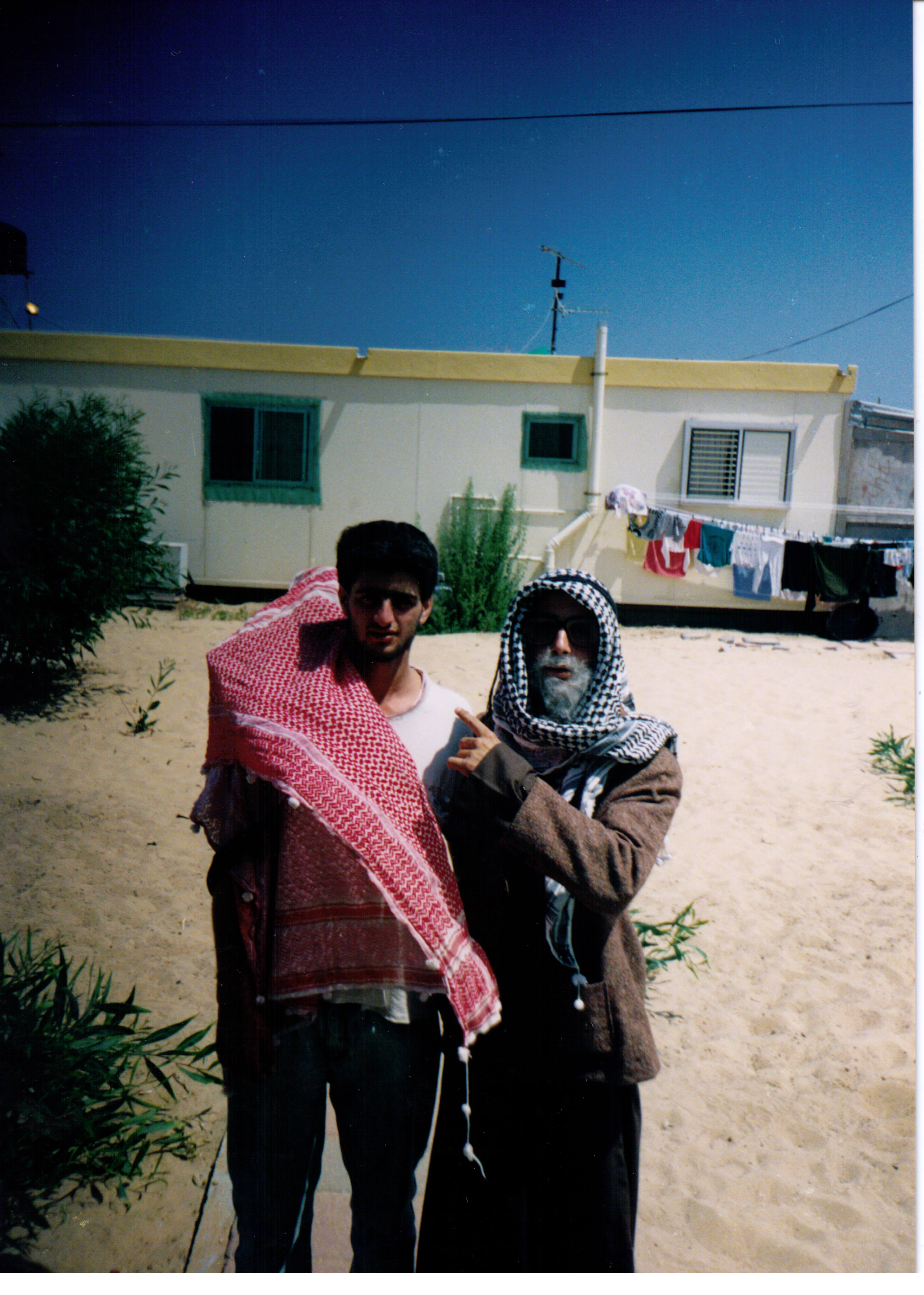
"دانيال دورون" جندي من وحدة شمشون (الذي قتل أثناء خدمته في الوحدة) برفقة جندي آخر، متنكران بزي عربي (مستعربون)

كشفت الإذاعة الصهيونية عن مقتل جندي صهيوني في بداية التسعينات في مدينة خان يونس جنوب قطاع غزة.
وقالت المراسلة العسكرية للإذاعة الإسرائيلية «أن الجندي كان ينتمي إلى وحدة المستعربين» شمشون«، وقد كانوا في مهمة لاعتقال أحد المطلوبين عندما دخل قائد القوة وأحد الجنود إلى المكان وتم إصابتهما، وعند الاستغاثة رفض نائب قائد القوة الدخول إلى المكان، ونزع سلاحه عن كتفه وألقاه أرضا».
وأضافت «وهنا تدخل أحد الجنود نيابة عن القائد، والذي كان يدعى (درور)، فتم قتله بعد أن أُصيب، وعندما طلب والد الجندي أن يطلع على ملف التحقيق في مقتل ابنه، رفض الجيش إعطائه الملف بحجة أن هناك أمور سرية».

## إعادة التشكيل
مع اندلاع الانتفاضة تم إعادة بناء هذه الوحدة من جديد، لكنها تخصصت في العمل الميداني الخاص مثل عمليات اقتحام للقرى الفلسطينية في الضفة الغربية بغرض اختطاف مطلوبين، إلى جانب حراسة قوافل المستوطنين التي تتحرك ليلا بين المستوطنات ودولة الاحتلال، وتشارك في عمليات التصفية.

## ثعالب شمشون
وقد كشف جيش الاحتلال أنه أعاد في الأيام الأخيرة، تشكيل إحدى الوحدات التي يعتبرها (اسطورة) منذ حرب عام 48 والتي يطلق عليها وحدة «ثعالب شمشون». وكان هذا هو الاسم الذي أطلق في تلك الحرب على كتيبة سيارات الجيب العسكرية التابعة للوحدة 54 في لواء جفعاتي. وقد أحتج أحد أشهر جنود وحدة «ثعالب شمشون»، اليساري أوري أفنيري، على إطلاق هذا الاسم على وحدة الدوريات الجديدة في لواء جفعاتي.
وقال إنه «تم سرقة أسم ثعالب شمشون من أجل تسخيره لخدمة أهداف آرئيل شارون. فثعالب شمشون الجدد يمارسون أعمال الكبت والاضطهاد المتوحش ضد شعب آخر».
وقد بدأ تفعيل وحدة الدوريات الجديدة في جفعاتي «في إطار الوحدات الخاصة»، خلال الأشهر الأخيرة، ومن الأهداف التي يسعى جيش الاحتلال إلى تحقيقها من وراء توحيد الألوية الجديدة، إضافة أطر جديدة للفعاليات العسكرية في الأراضي الفلسطينية ضد الانتفاضة والمقاومة الفلسطينية.وفي باكورة عمل هذه الوحدة الاجرامية سلسلة من العمليات في غزة، قامت الكتيبة الجديدة بقيادتها في مختلف انحاء القطاع، والتي كان من بينها، اقتحام حي الشجاعية وحي الزيتون، جنوبي مدينة غزة مطلع شهر سبتمبر حيث ارتكبت مجزرة راح ضحيتها 9 شهداء من المواطنين ورجال المقاومة الذين تصدوا للاجتياح وكبدوا جيش الاحتلال خسائر في دباباته وآلياته وكان على رأس المقاومة «كتائب القسام» الذين فجروا 4 من دبابات.